# گورستان تله بان ۱
قبرستان تله بان ۱ مربوط به دوره قاجار است و در شهرستان سرباز، بخش پیشین، دهستان پیشین، ۵۰۰ متری شمال شرق روستای ناتوایی تله بان واقع شده و این اثر در تاریخ ۳۰ بهمن ۱۳۸۶ با شمارهٔ ثبت ۲۱۱۷۶ به‌عنوان یکی از آثار ملی ایران به ثبت رسیده است.